# Ludwig von Renvers

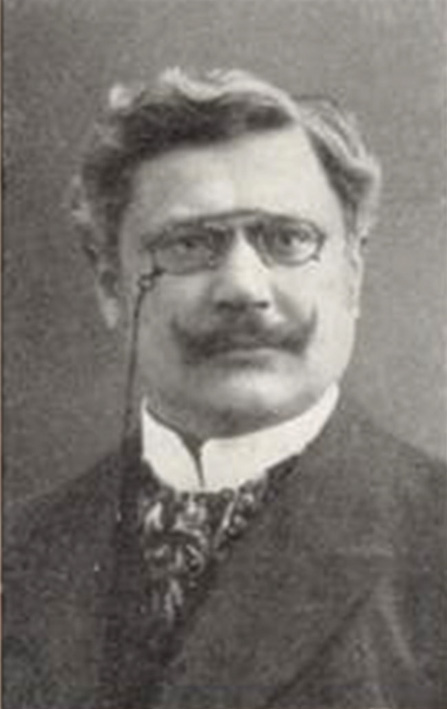
Ludwig von Renvers, um 1904

Ludwig Renvers (ab 1905 von Renvers) (* 17. Dezember 1855 in Aachen; † 17. April 1936 in Arnsberg) war ein deutscher Jurist und preußischer Beamter.

## Leben

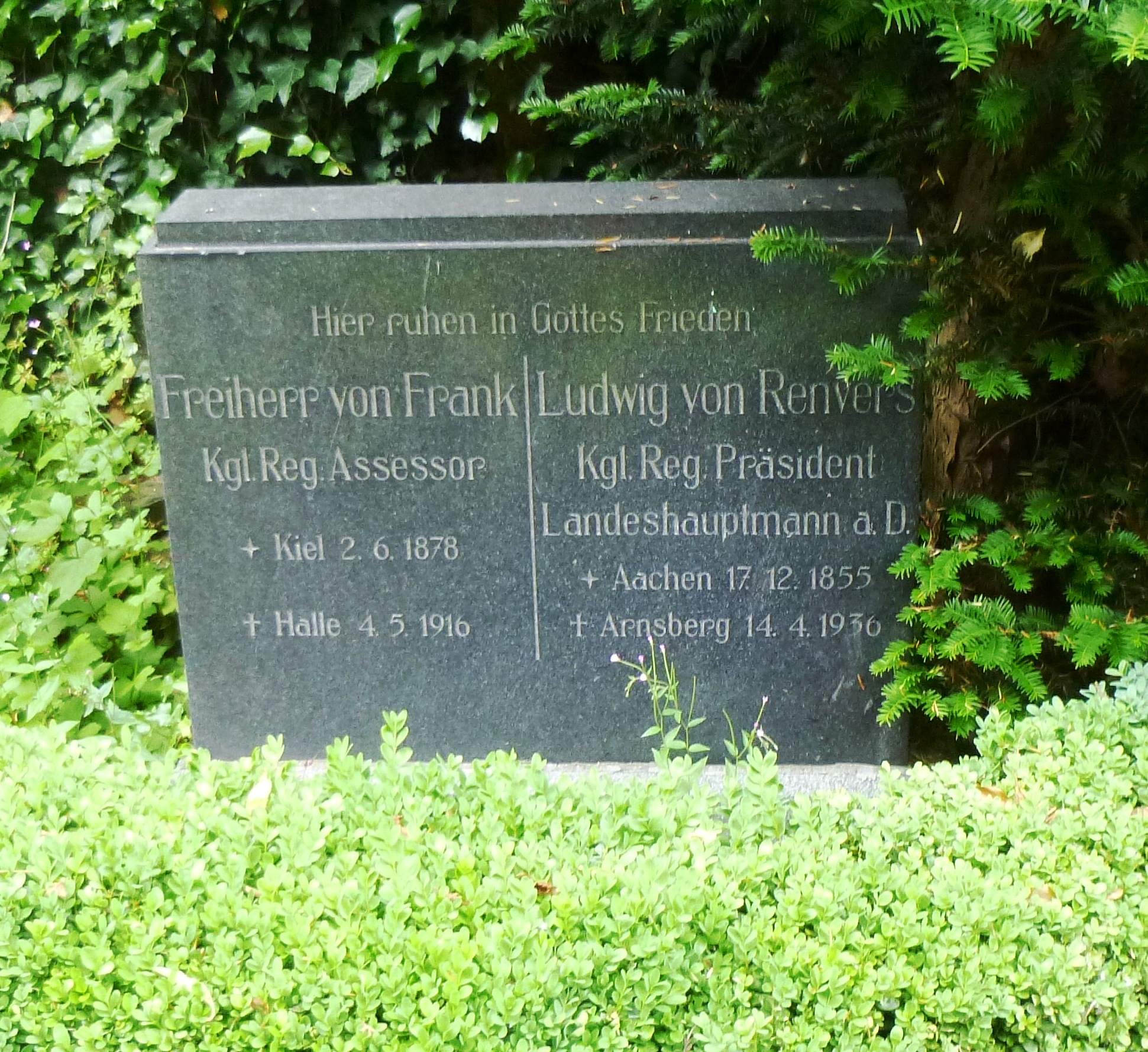
Grab von Ludwig von Renvers auf dem Eichholzfriedhof

Seine Eltern waren der Schuldirektor Prof. Ignatz Renvers (* 24. Oktober 1824 in Telgte/Westfalen; † 12. April 1904 in Trier) und Katharina Gertrud Seulen (* 25. April 1827 in Seulenhof bei Kempen; † 6. Januar 1901 in St. Tönis). Die Eltern hatten 1852 geheiratet.
Renvers besuchte das Gymnasium in Aachen und studierte Rechtswissenschaften und Staatswissenschaften in Berlin, Leipzig und Bonn. Im Jahr 1877 bestand er die Prüfung zum Gerichtsreferendar. Renvers leistete 1877/78 Militärdienst als Einjährig-Freiwilliger und schied als Leutnant der Reserve aus. Im Jahr 1879 promovierte er zum Dr. jur. und bestand 1883 die Prüfung zum Gerichtsassessor. Ab 1884 war Renvers Regierungsassessor bei der Regierung in Trier und wurde 1888 mit der Verwaltung des Landratsamtes Saarlouis beauftragt. Kurze Zeit später erfolgte die Ernennung zum Landrat. Bereits 1889 wechselte Renvers als Hilfsarbeiter zum Kultusministerium nach Berlin. Im Jahr 1890 wurde er zum vortragenden Rat mit dem Titel eines Regierungsrates ernannt. Ab 1901 amtierte Renvers als Regierungspräsident in Arnsberg. Im Jahr 1903 wurde er als Nachfolger von Wilhelm Klein zum Landeshauptmann der Rheinprovinz gewählt. Damit schied er aus dem unmittelbaren Staatsdienst aus und widmete sich der Arbeit als Leiter des Provinzialverbandes der Rheinprovinz in Düsseldorf. 
Renvers wurde am 20. März 1905 mit seinem Bruder Rudolf von Renvers in den erblichen preußischen Adelsstand erhoben. Im Jahr 1921 trat er in den Ruhestand. 1922 wurde er als Landeshauptmann von Johannes Horion abgelöst. Von seiner politischen Einstellung her war Renvers konservativ-monarchisch orientiert. Renvers war zuletzt kgl. preuß. Wirklicher Geheimer Ober-Regierungs-Rat, Dr. jur., Dr. phil. h c. und Dr. med.
Seine Ehefrau wurde die aus Köln stammende Wilhelmine Devens, sie hatten zwei Töchter und einen Sohn. Ihre jüngste Tochter Stephanie Mackensen von Astfeld (1894–1985) war seit 1917 evangelisch und aktives Mitglied der Bekennenden Kirche sowie Ehefrau des Ferdinand Mackensen von Astfeld. Die älteste Tochter hieß Alice. Der Sohn Leopold von Renvers schlug eine Offizierslaufbahn ein, war nachfolgend als Bankdirektor tätig und saß u. a. im Aufsichtsrat bei der Norddeutschen Nahrungsmittelwerke Aktien-Gesellschaft mit Sitz in Hildesheim.
Begraben ist Renvers auf dem Eichholzfriedhof in Arnsberg.

## Genealogie
- Gothaisches Genealogischen Taschenbuch der Briefadeligen Häuser 1909. 3. Jahrgang, Justus Perthes, Gotha Herbst 1908, S. 627 f.
- Gothaisches Genealogisches Taschenbuch der Briefadeligen Häuser 1913. 7. Jahrgang, Justus Perthes, Gotha Herbst 1912, S. 655.